# Hassan El Fad
Hassan El Fad est un humoriste marocain né le 24 novembre 1962 à Casablanca. Il est connu pour ses idées innovantes et son caractère peu commun et est considéré comme un des meilleurs acteurs marocains.
Parallèlement à une formation en architecture d'intérieur et arts plastiques, Hassan El Fad entretient son amour pour la musique en jouant du saxophone. De même, sa vie à Casablanca n'est pas sans le fasciner et séduire le sens d'humour qui le caractérise. Son tout premier one-man-show Ninja est révélateur à ce sujet.
En 1999, sa première collaboration avec la chaine de télévision marocaine RTM porte sur douze sketchs diffusés pendant le mois de Ramadan titrés Oujhi F'oujhek

## Parcours
Lauréat du Conservatoire du théâtre et musique de Casablanca, Hassan El Fad commence sa carrière comme acteur dramaturge pour les chaînes marocaines 2M et Al Aoula. 
Aidé par les vétérans du conservatoire, son premier vrai succès, c'est d'avoir participé à la réalisation d'un opérette dans le cadre d'une fête nationale en 1988. Puis tout de suite, c'est au tour de la télévision de prendre le relais. Contacté par une réalisatrice de la TVM, voilà que Hassan investit le petit écran dans une série de 4 téléfilms pendant 3 saisons, « des navets ! », selon lui… Mais notre humoriste national n'en est qu'à ses débuts, il est tenace. En 1991, il enchaîne avec le récent démarrage de 2M avec l'animation d'une émission dont l'intitulé est «Le samedi du rire». Mais pour 2M, à l'époque «la chaîne encore privée n'avait pas encore touché le public espéré et c'était le début de la désillusion au niveau de la popularité». Donc, son expérience à 2M est très brève, une saison et puis s'en va… C'est «Yarit», long-métrage de Hassan Benjelloun qui lance le bal du cinéma. En 1993 c'est au tour «Lumières », court-métrage d'Omar Chraïbi d'entamer la série des courts-métrages. Mais c'est avec «Fabula», toujours court-métrage d'Omar Chraïbi que Hassan est primé au 5e festival du film national et remporte le prix de l'interprétation masculine du court-métrage. Il joue également dans «Destin de femme », de Hakim Noury. Mais aussi dans «Mona Saber» de Abdelhay El Iraki et dans «Les 401 coups », du même réalisateur. «Ce titre c'était un peu une manière de rendre hommage au grand réalisateur du film, «Les 400 coups», François Truffaut», explique Hassan. Pour la petite histoire, l'assistant était le même dans les deux. Puis on retrouve Hassan dans «Ali, Rabia et les autres» d'Ahmed Boulane qu'il a révélé au grand public et pour lequel il a obtenu deux fois le prix de meilleur acteur de second rôle au 6e festival National du film et au festival international d'Alexandrie en Égypte . 
Après son premier one-man-show, Quand je serai grand, je serai tortue Ninja, en 1997, l'acteur se spécialise dans des émissions comiques telles que Canal 36, Chaîne Ci BiBi ou Chanily TV. En 2005, Hassan El Fad présente un autre one-man-show Docteur escargot.
En 2009, il présente Hassan O Rbaâto, un spectacle avec de nombreux artistes traditionnels tirés directement de la place Jemaa el-Fna de Marrakech. En 2010, El Fad travaille avec le réalisateur Abdelhak Chaâbi pour créer la série Fad TV, une parodie de sketchs sur 30 épisodes. Hassane travaille pour la première fois avec de jeunes comédiens notamment Badia Senhaji, Fouad Saâd-Allah, Hamid Morchid, Oussama Mahmoud Ghadfi et le chanteur marocain Said Moskir. En 2011, Hassan El Fad travaille avec l'opérateur Wana Corporate et créent Bayn Show, une série sous forme de Quiz TV, et diffusée sur YouTube puis sur la chaîne 2M. 
Pendant le mois de ramadan 2012, il collabore avec l'humoriste algérien Abdelkader Secteur, et crée la série Diwana sur 2M. En 2013, il travaille avec l'humoriste marocaine Dounia Boutazout dans la série L'Couple diffusée sur 2M. La série a convaincu plus de 6 millions de téléspectateurs.
En 2015, El Fad présente son spectacle dans le cadre du Festival oriental du rire, tenu du 23 au 26 avril, au Ressort Atalayoum. 
En 2016, il joue aux côtés de Haytam Miftah dans la série Kabbour et Lahbib, réalisée par Ahmed Aksas et diffusée sur 2M.
En 2017, El Fad part en tournée aux États-Unis. Encore en  2017, El Fad lance son spectacle "Ain Sebaâ" sur sa chaîne YouTube pendant le mois de ramadan. Il s'agit d'un spectacle autobiographique au cours duquel l'humoriste présente son enfance dans le quartier d'Aïn Sebaâ, sous forme de sketchs.

## Télévision

### Séries
- 1999 : Oujhi F'oujhek (30 × 11 min)
- 2001 : Chaîne Ci BiBi (30 × 11 min)
- 2003 : Canal 36 (30 × 11 min)
- 2005 : Chanily TV (30 × 11 min)
- 2007 : Tit Swit (30 × 5 min)
- 2010 : Fad TV (30 × 13 min)
- 2011-2012 : Bayn show (30 × 2 min)
- 2012 : Diwana (30 × 5 min) avec Abdelkader Secteur
- 2013 : L'Couple (30 × 3 min)
- 2014 : L'Couple 2 (30 x 3 min)
- 2016 : Kabour et Lahbib (30 x 5 min)
- 2016 : Salwa o Zoubir (30 x 3 min)
- 2018 : Kabour et Lahbib 2 (30 x 5 min)
- 2020 : Tendance (4 x 25 min)
- 2022 : Ti Ra Ti (30 x 5 min)

### Téléfilms
- 1995 : "Alwaad"
- 2003 : Rahma

## Théâtre

### One-man-show
- 1997 : Ninja
- 2005 : Docteur escargot
- 2009 : Hassan O Rbaâto
- 2012 : Ain Sebaâ
- 2017 : Who is Kabour?

## Cinéma
- 1993 : Yarit
- 1993 : Lumières (court métrage)
- 1996 : Fabula (court métrage)
- 1997 : Les 401 coups
- 1998 : Le destin d'une femme
- 2000 : Ali, Rabiaa et les autres...
- 2002 : Mona Saber
- 2003 :  Moi, ma mère et Bétina
- 2020 : Les Vieux Chums de Claude Gagnon : Abdel

## Distinction
| Pays   | Prix                                                                   | Année |
| ------ | ---------------------------------------------------------------------- | ----- |
| Maroc  | Meilleur second rôle au 6e Festival international du film de Marrakech | 2006  |
| Maroc  | 2 Jamour de la meilleure émission humoristique                         | 2006  |
| Maroc  | Le Farid du meilleur spectacle humoristique de l'année                 | 2007  |
| Maroc  | Osfour d'Or du 1er rôle au Festival international du film francophone  | ??    |
| Égypte | Prix du supporting actor au Festival international d'Alexandrie        | ??    |